# 當河谷園林公路
當河谷園林公路（英語：Don Valley Parkway，簡稱DVP）是加拿大安大略省多倫多市的一條高速公路，南起嘉甸拿高速公路，北端則與401號和404號省道交匯，中途經過當河谷一帶的園林，因而得名。公路介乎奧干拿徑（O'Connor Drive）和401號省道的一段大致取代了活拜路（Woodbine Avenue）的前走綫，而與當河平行的南段則是新建的。公路全長15公里，由多倫多市政府管理，時速限制為90公里。
大多倫多市（簡稱大多市）主席弗雷德·嘉甸拿於1950年代倡議於市内興建多條高速公路，當中一環正是當河谷園林公路。整個計劃卻因民衆大力反對而告終，只剩下已建成的當河谷園林公路和嘉甸拿高速公路來承擔往來市中心的交通。當河谷園林公路的預定汽車流量本為每天6萬架次，但現時部分路段的汽車流量已達每天10萬架次。
當河谷園林公路在401號省道交匯處以北成為404號省道。大多市政府本來有意將DVP向北伸延至雪柏路，但項目後來由省政府接管並編號為404號省道。DVP沿綫並不設出口編號，但404號省道的出口編號則由17號開始，以顯示其與DVP的連貫性。

## 歷史

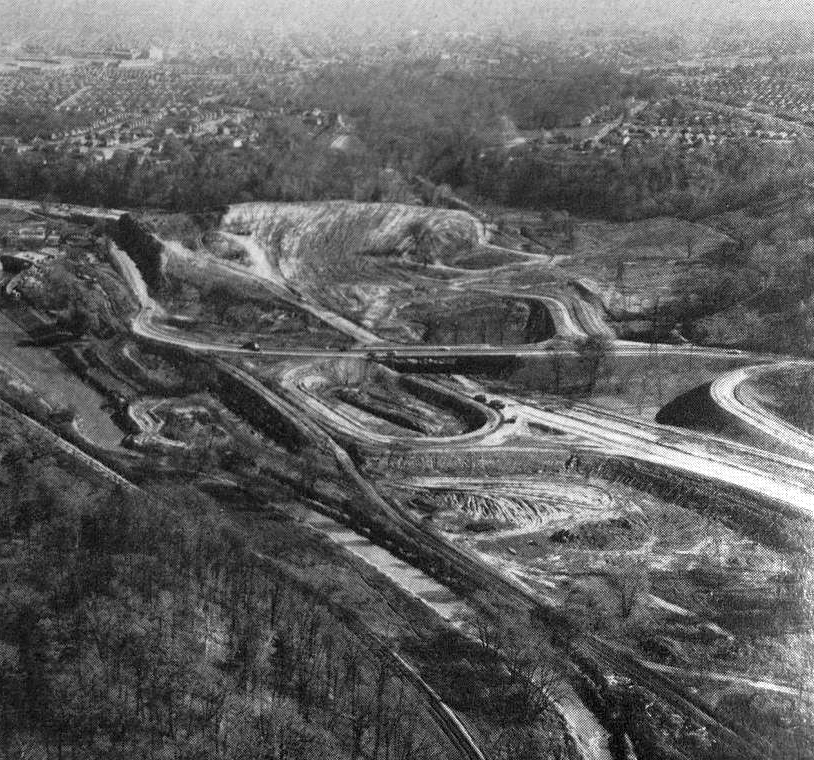
DVP在當妙斯路一帶的工程（攝於1959年）

當河沿岸部分地區在二戰前已出現工業活動，但河谷中數處地勢較為險峻的地方則未被開發。二戰後多倫多市郊地區發展蓬勃，隨之而來的是興建一條南北向高速公路直通多倫多市中心的構想。為了盡量避免向私人地主徵地，大多倫多市政府決定取道人煙稀少的當河谷。

### 施工前沿綫狀況
當河谷於末次冰期時形成，從多倫多開埠以來已是區内發展的重要一環。依靠當河河水運作的托德摩頓木場於1795年建立，是區内首座鋸木場。到了1828年，當河沿岸出現了造紙廠和釀酒廠。鐵路從1850年起貫穿河谷，而到了1900年，布落街以南的一段當河河道被修直，沿岸建立了道路和工廠。布落街以北的當河谷佈滿了泰萊家族旗下的工廠，當中包括當河谷磗工場（Don Valley Brick Works）。當河合流處以北一帶以伐木業和農業為主，但部分到了1950年代還未被開發。
早在1930年代，坊間已出現沿下當河谷興建公路的建議，以舒緩經濟大蕭條期間的失業情況。在此建議中，公路會在當河谷磗工場附近往西北方向伸延至爹核士威老村；這與現有的DVP走綫有別。市政府欠缺資金，計劃因此作罷。1946年，多倫多市民在公投中通過興建一條「當河谷交通大動脈」（Don Valley Traffic Artery），走綫與1930年代的建議相若。多市居民在同一公投中通過興建央街地鐵線。

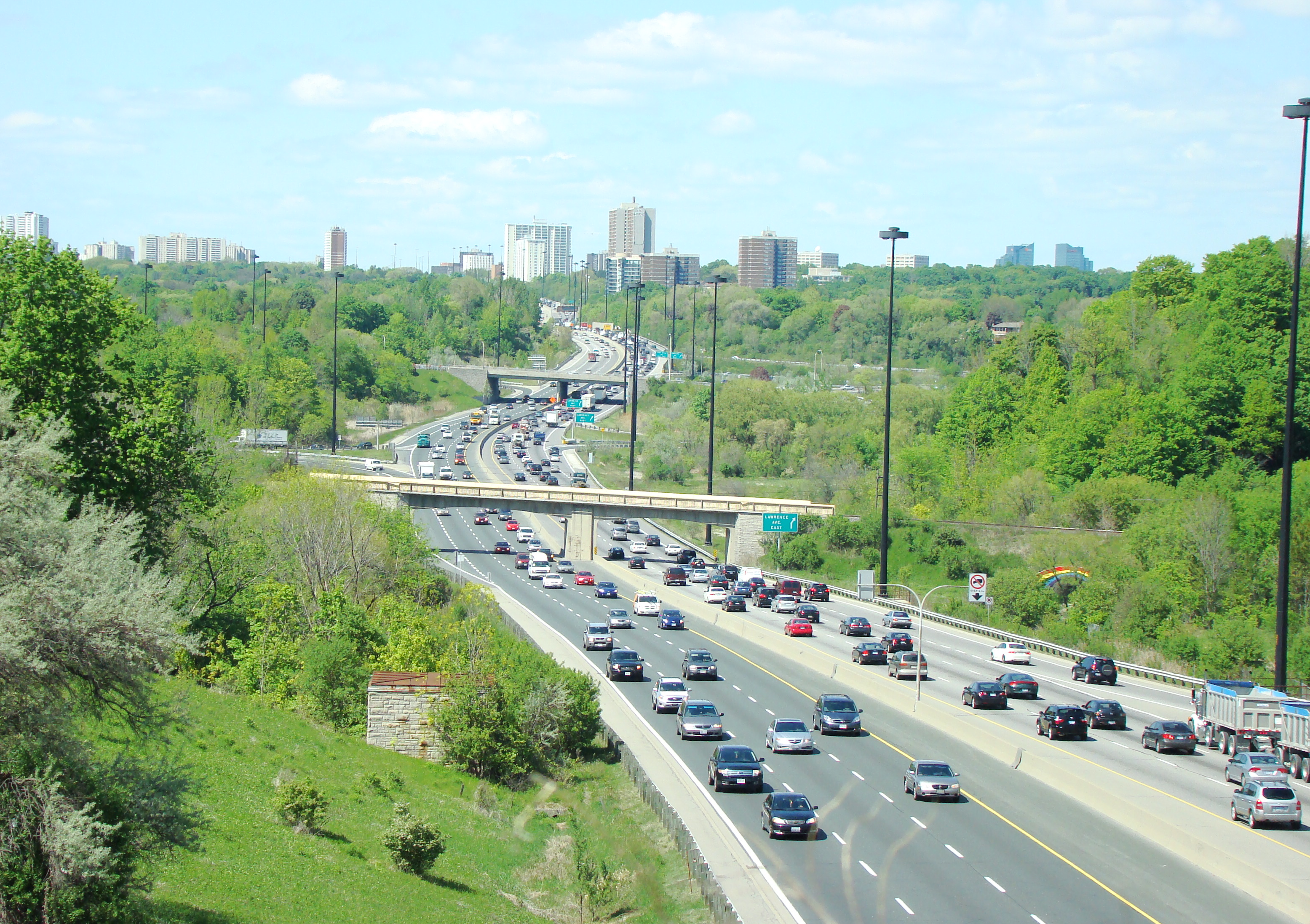
DVP近羅倫斯路

大多倫多市於1954年成立，其宗旨是提升多倫多地區内的基礎建設以應付人口增長。大多市的首要任務是建立一個高速公路網絡，而當河谷園林公路正是其中一環。大多市首任主席弗雷德·嘉甸拿（Fred Gardiner）早在1940年代已倡議這項工程；當他得悉工程師認為河谷地勢不利興建公路後，他親自到河谷視察，並指出地勢問題可由開山和河流改道等工程解決。

### 工程
項目的設計工序於1955年秋季完成，當時預計的沿綫汽車流量為每日6萬架次。工程公司把大部分走綫定於官地之上，以盡量避免向私人地主徵地。大多市最終徵取了的私人土地不足25塊。項目開支為2867萬加元，並於1956年初被大多市議會初步通過，再於1958年被正式通過，工程並於同年展開。
公路介乎布落街和艾靈頓路的路段於1961年8月31日由安大略省省長里斯利·弗洛斯特（Leslie Frost）和大多市主席嘉甸拿開通。當時公路並沒於當妙斯道（Don Mills Road）設立交流道，而公路亦於同日在艾靈頓路出口首次出現堵車。大多市議會在1964年11月2日通過興建當妙斯路交流道。當河谷地區以内的道路工程包括為一段長約3.2（2.0英里）的當河改道、建造全長1.6（0.99英里）的護土牆、以及平整兩個山坡。工程過後，特姆珀山（Tumper's Hill）矮了36米，而塔糖山（Sugar Loaf Hill）更整座被夷平。大多市政府亦重置了1.2（0.75英里）長的鐵路軌道以配合工程，而建於1926年的托德摩頓污水處理廠亦被拆卸。
介乎艾靈頓路和羅倫斯路的路段於1961年7月1日動工，並於1963年10月30日開通，耗資272萬加元。往南接駁嘉甸拿高速公路的路段於1964年11月6日開通，而介乎羅倫斯路和雪柏路的路段則於1966年11月17日開通。雪柏路天橋完成後，401公路以北的路段於1967年3月1日開通。工程最終造價為4千萬加元（於2010年約值2億7千萬加元）。

### 完工至今

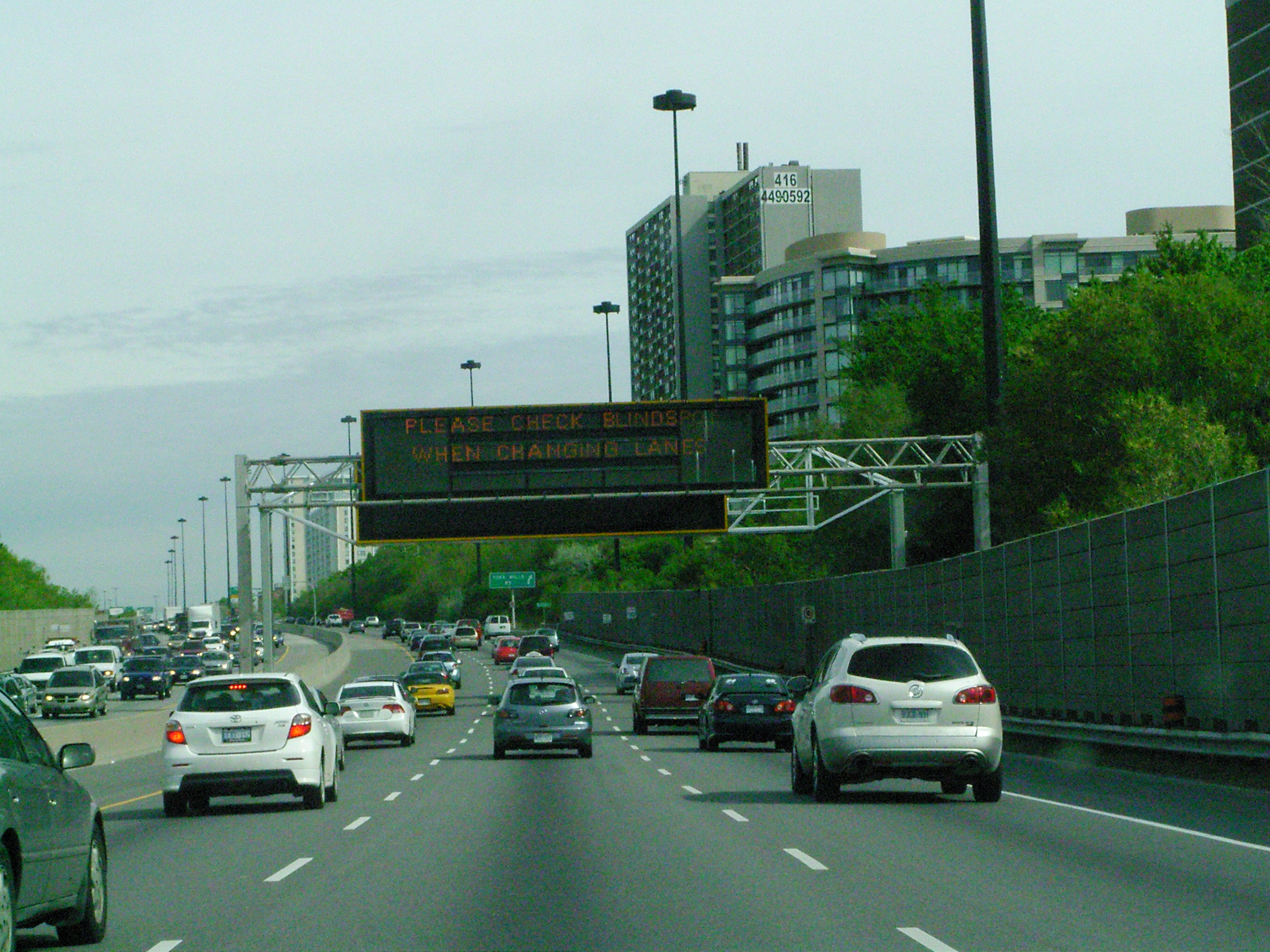
DVP北行綫的電子訊息標牌

大多市政府首席法醫官摩頓·舒爾曼（Morton Shulman）於1965年發表報告批評DVP沿綫的設計缺乏考慮安全因素。公路於1965年頭五個月發生了136宗意外，造成4人死亡和86人受傷。當局於1966年在公路沿綫設置緊急求助電話。
1969年4月18日，當妙斯路以西在暴雨後發生山泥傾瀉，導致DVP全數北行綫和部分南行綫被多達90（3英尺）深的泥濘淹沒，但沒有造成嚴重傷亡。
1980年代末，當局在溫福徑興建南行出口和北行入口以接駁協平集團（Concorde）的發展項目；相關費用由發展商支付。

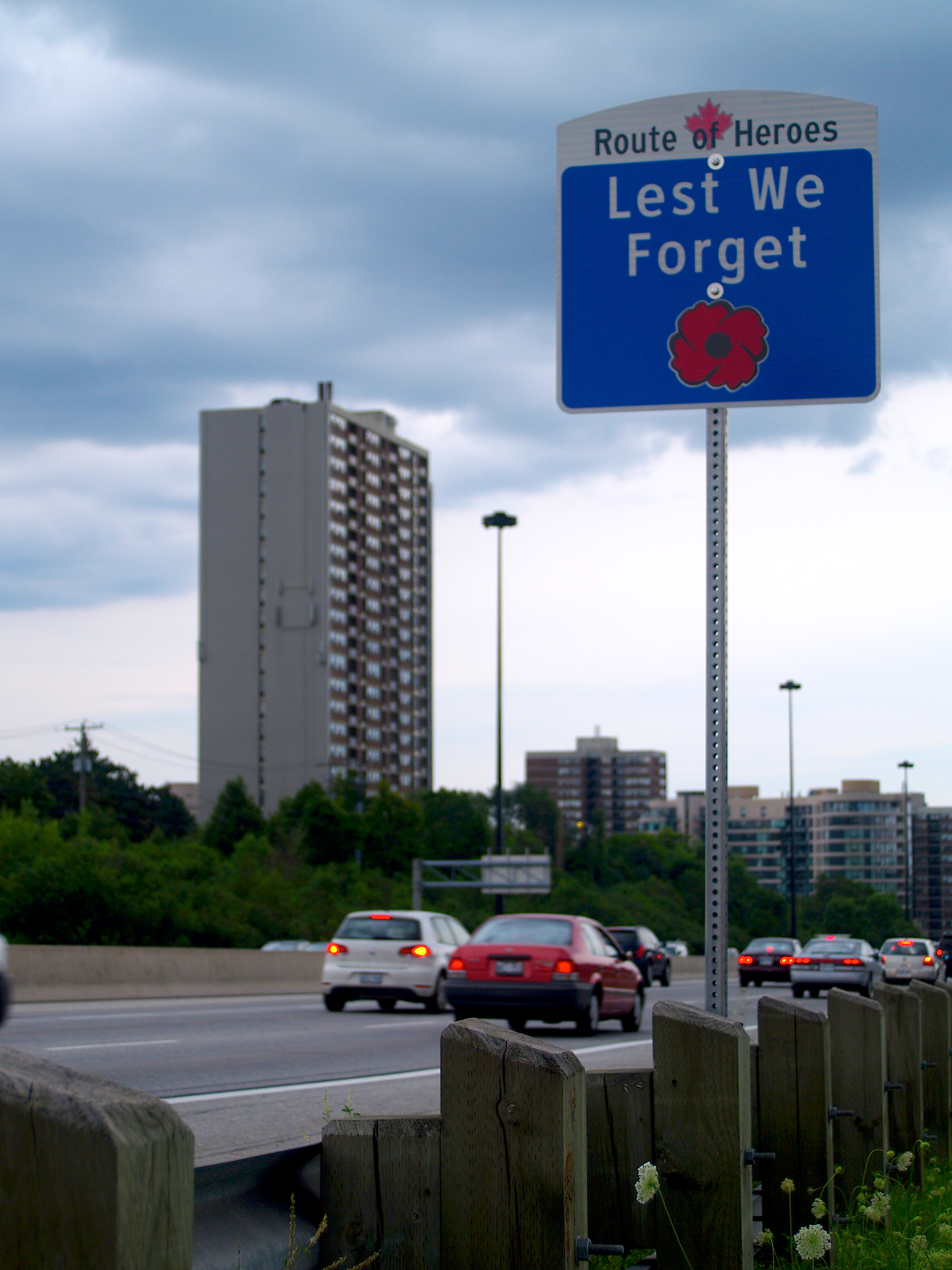
DVP沿綫的英雄幹綫（Route of Heroes）路標

多倫多市政府從1986年至1988年間就東西分別以維多利亞公園路（Victoria Park Avenue）和里斯利街為界的「當河谷走廊」（Don Valley Corridor）交通擠塞情況進行研究。研究報告提出三項建議來改善該帶的交通：將利斯利街往西南伸延至灣景路、擴闊當妙斯路、和擴闊DVP。擴闊DVP的方案未被接納，但其餘兩項方案則作進一步審議。當妙斯路最後從四綫行車擴闊至六綫；新建的行車綫供巴士和高承載車輛專用。里斯利街伸延方案獲北約克和東約克接納，但由於省政府拒絕向項目注資，大多市議會於1993年放棄此計劃。
介乎401公路和布落街的一段DVP於2010年6月7日被命名為「英雄幹綫」，以紀念在阿富汗戰爭中殉職的加拿大軍人，並配合部分路段被命名為「英雄公路」（Highway of Heroes）的401公路。陣亡加軍的遺體抵達特倫頓空軍基地後是經401公路和DVP運送至多倫多市中心的法醫官辦公處。
多倫多市議會於2010年6月批准將介乎羅倫斯路和約克妙斯道之間的DVP快綫路肩改為GO通勤巴士專綫；專綫於同年9月7日啟用
。GO通勤巴士在DVP沿綫交通時速為60公里或以下時方可使用專綫，其行車時速亦只可較其它車流快20公里。市議會並指示交通部主管研究在其他路段設立巴士專綫的可行性。

## 未來發展

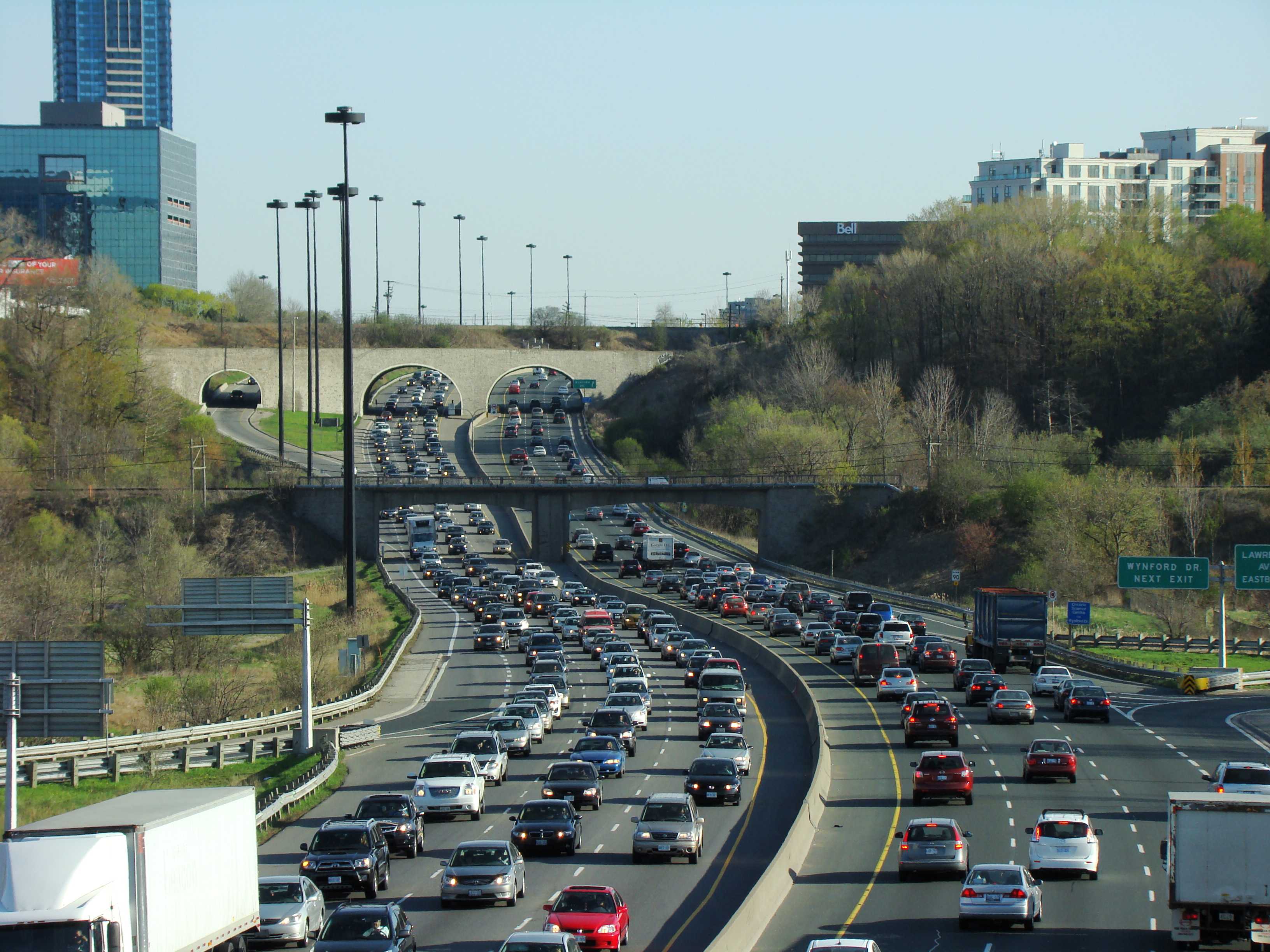
DVP在繁忙時間以外也經常出現塞車情況

2010年多倫多市選競選期間，市長候選人莎拉·湯遜（Sarah Thomson）建議將DVP和嘉甸拿公路改為收費公路，市面支持和反對聲音不一。
多倫多市内兩項工程有可能影響DVP的南端。多倫多湖濱發展局（Waterfront Toronto）現正就重建、改造或拆卸渣華士街以東的一段嘉甸拿公路進行環境評估；假若落實拆卸該段嘉甸拿公路的話，DVP便會改以湖濱大道為終點。另外，多倫多湖濱發展局亦與多倫多及周邊地區保育局（Toronto and Region Conservation Authority）聯手策劃「恢復當河口自然景象和港口區防汛項目」，當中包括重塑當河注入多倫多港的天然河口。連接DVP和嘉甸拿公路的匝道正處於當河河道的上空。

## 出口列表
下列為當河谷園林公路沿線的出入口，排序從南至北。此公路全線坐落多倫多境内，沿線出口從2017年起增設編號。
| 公里                    | 出口編號 | 目的地                                    | 附註                                                                                      |
| ----------------------- | -------- | ----------------------------------------- | ----------------------------------------------------------------------------------------- |
| 往西駁上 嘉甸拿高速公路 |          |                                           |                                                                                           |
| 0.0                     | —        | 湖濱大道 /                                | 南行出口、北行入口                                                                        |
| 0.8                     | 1        | 列治文街 / （出口） 愛德雷德街 / （入口） | 南行出口經東邊路（Eastern Avenue）駁上西行列治文街；東行愛德雷德街經東邊路駁上北行入口 來往多倫多市中心 |
| 1.2                     | —        | 皇后街 /                                  | 北行入口                                                                                  |
| 1.6                     | —        | 登打士街 /                                | 北行入口                                                                                  |
| 2.7                     | —        | 丹佛路 /                                  | 北行入口                                                                                  |
| 3.8                     | 3        | 灣景路 / 布落街 /                         |                                                                                           |
| 7.0                     | 7        | 當妙斯道 /                                | 不設南行當妙斯道往北行當河谷園林公路入口                                                  |
| 10.0                    | 10       | 艾靈頓路 /                                |                                                                                           |
| 10.7                    | 11       | 溫福徑 /                                  | 南行出口、北行入口                                                                        |
| 11.8                    | 12       | 羅倫斯路 /                                |                                                                                           |
| 14.0                    | 14       | 約克妙斯道 /                              |                                                                                           |
| 15.0                    | —        | 401號省道 – 倫敦、京士頓                  |                                                                                           |
| 往北駁上 404號省道      |          |                                           |                                                                                           |

## 外部連結
- 多倫多市道路監察系統即時畫面 （页面存档备份，存于）